# La Septième Porte (livre, 1994)
Pour les articles homonymes, voir La Septième Porte.
La Septième Porte (The Seventh Gate) est le dernier des sept tomes qui composent le cycle Les Portes de la mort, dont il marque la fin. Il a été coécrit par les écrivains Margaret Weis et Tracy Hickman en 1994.
Il a été traduit de l'américain par Simone Hilling.

## Personnages
- Haplo
- Alfred Montbank
- Seigneur Xar
- Zifnab
- Hugh La-Main
- Balthazar